# Everson Lins Ferreira
Everson Lins Ferreira (sinh ngày 8 tháng 1 năm 1987) là một cầu thủ bóng đá người Brasil.

## Sự nghiệp câu lạc bộ
Everson Lins Ferreira đã từng chơi cho SC Sagamihara.